# Mycalesis valda
Mycalesis valda är en fjärilsart som beskrevs av Hans Fruhstorfer 1911. Mycalesis valda ingår i släktet Mycalesis och familjen praktfjärilar. Inga underarter finns listade i Catalogue of Life.